# Kim Småge
Kim Småge (egentligen Anne Karin Thorshus) född 23 juni 1945 i Trondheim, Norge, är en norsk författare och journalist.
Småge debuterade som författare under namnet Kim Småge 1983. En återkommande litterär figur i många av hennes kriminalromaner är polisen Anne-kin Halvorsen.